# Elementargeist

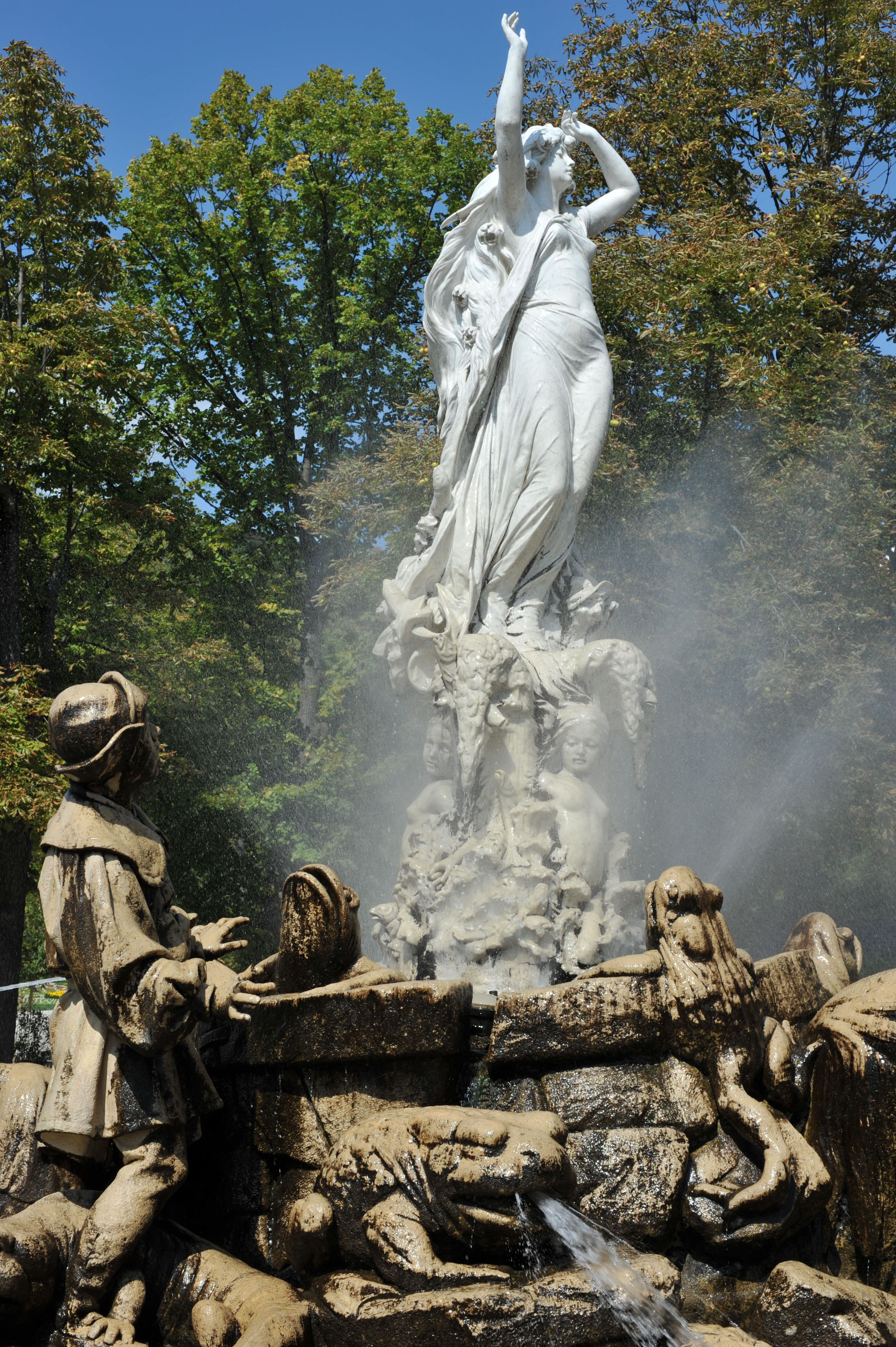
Der 1903 eingeweihte Undine-Brunnen im Kurpark Baden. Der Bildhauer Josef Valentin Kassin ließ sich von Friedrich de la Motte Fouqués Kunstmärchen Undine (1811) inspirieren, einer der bekanntesten literarischen Verarbeitungen des Elementargeistermotivs.

Als Elementargeist, Elementarwesen oder Elemental wird ein Geistwesen bezeichnet, das in einem der vier Elemente leben bzw. wirken soll. Die Begriffe „Elementargeist“, „Naturgeist“ und „Naturdämon“ werden häufig synonym gebraucht. Die Vorstellung von Elementargeistern stammt ursprünglich aus dem spätantiken Neuplatonismus und wurde von frühneuzeitlichen Naturphilosophen wieder aufgegriffen. Besonders die Elementargeisterlehre des Paracelsus erreichte große Popularität und hatte Einfluss auf spätere literarische Werke, insbesondere der Romantik.
Elementargeister sind Gestalten der Naturphilosophie und der Literatur, in Volksglauben und Volkserzählungen kommen sie nicht vor. Dennoch wird der Begriff in der Volkskunde zuweilen als Sammelbezeichnung für Wesen benutzt, die als mit den Elementen verbunden gelten, etwa für Wassergeister wie Nixen und Najaden.
Elementargeister spielen auch in verschiedenen Formen von Neuheidentum und moderner Esoterik eine Rolle, etwa in der Anthroposophie.

## Elementargeister in der Philosophie
Im Epinomis, einem griechischen Werk aus dem 4. Jh. v. Chr., wird der Kosmos den Elementen entsprechend in Sphären eingeteilt, in denen verschiedene Wesen leben sollten. Von oben nach unten sind dies Feuer (Götter), Äther (Daimones), Luft und Wasser (Halbgötter) sowie Erde (Menschen, Tiere, Pflanzen). Die eigentliche Idee der Elementargeister wurde schließlich in der Spätantike durch Iamblichos von Chalkis entworfen und durch Proklos weiterentwickelt. Diese Neuplatoniker gingen davon aus, dass es über den Stoffdämonen, die in Tieren und Pflanzen leben, auch Elementardämonen gebe, die sich in Elementen wie Feuer, Wasser, Erde und Luft aufhalten. Die stoicheia, vor denen Paulus im Galaterbrief warnt, werden teilweise als „Elementargeister“ übersetzt.
Johannes Trithemius versuchte in seinem Buch von den acht Fragen (Liber octo questionum, 1515), die Elementargeisterlehre mit der mittelalterlich-christlichen Dämonologie zu verbinden. Er entwirft eine Systematik, in der die gefallenen Engel beim Höllensturz in den verschiedenen Elementen hängenbleiben, und unterscheidet entsprechend sechs Geschlechter der „bösen Geister“: Igneum, Aerum, irdische Teufel, Aquaticum, Subterraneum und Lucifugium. Bei Agrippa von Nettesheim ist die humanistische Entdämonisierung der Elementargeister schon weit fortgeschritten. In seinem Werk De occulta philosophia (1531) unterscheidet er die vier Klassen der Feuer-, Wasser-, Luft- und Erdgeister. Als Herrscher über die Elemente und ihre Geister verortet er die vier Engel Seraph/Nathaniel (Feuer), Tharsis (Wasser), Cherub (Luft) und Ariel (Erde).
Die Vorstellung von Elementargeistern ist vor allem durch Paracelsus populär geworden, der mit seinem Liber de nymphis, sylphis, pygmaeis et salamandris, et de caeteris spiritibus (1566) eine umfassende Systematik vorgelegt hatte.
| Element („Chaos“) | Name der Elementargeister | Wahrer Name der Elementargeister | Missgestaltete Varietät („Monstra“) |
| ----------------- | ------------------------- | -------------------------------- | ----------------------------------- |
| Wasser            | Nymphen                   | Undinen                          | Sirenen, Meermönche                 |
| Luft              | Sylphen                   | Sylvesteres („Waldleute“)        | Riesen                              |
| Erde              | Pygmäen                   | Gnomen                           | Zwerge                              |
| Feuer             | Salamander                | Vulcani                          | Irrlichter                          |

Paracelsus weist jedem der vier klassischen Elemente (von ihm in esoterischer Neubesetzung Chaos genannt) eine Art von Geistern zu. Für jede der vier Arten nennt er einen angeblich bekannten Namen, den eigentlich wahren Namen und eine missgestaltete Abart. Tatsächlich handelt es sich bei vielen dieser Namen um von ihm erfundene Neologismen bzw. um bewusste Neubesetzungen klassischer Bezeichnungen. Terminologie, Systematik und Inhalt dieser Geisterlehre stellen weitgehend eine Eigenkreation des Paracelsus dar, es gibt nur wenige Anknüpfungspunkte an die Bibel, die antike Überlieferung, zeitgenössische Gelehrte und den mittelalterlichen Volksglauben. Eine Parallele besteht insbesondere zu Agrippa von Nettesheim: Genau wie dieser, aber anders als die zeitgenössischen Autoren Trithemius und Martin Luther erklärt Paracelsus die Elementargeister nicht mehr als Teufel, sondern verortet sie positiv als von Gott geschaffene Wesen. Sie erfüllen ihm zufolge eine Reihe von Funktionen, helfen etwa den Menschen bei der Gotteserkenntnis, bewachen die Schätze der Natur und dienen als Vorboten. Der Liber de nymphis kombiniert dadurch naturphilosophische und theologische Ausrichtungen.
Paracelsus zufolge seien die Elementargeister den Menschen sehr ähnlich beschaffen: Wie die Menschen besitzen sie einen körperlichen Leib und einen Astralleib. Ihr Körper bestehe allerdings aus einem „subtilen Fleisch“, das es ihnen ermöglicht, sowohl in ihrem Element als auch in der Menschenwelt zu existieren. Anders als etwa bei Agrippa von Nettesheim besteht der Körper von Elementargeistern nach Paracelsus also nicht aus dem jeweiligen Element, sondern ist feinstofflicher, damit die Geister sich durch das Element hindurch bewegen können. Die Elementargeister seien den Menschen zudem nicht nur in Aussehen und Ernährungsweise ähnlich, sondern lebten auch in einer geordneten Gesellschaft und gingen Arbeiten nach.
Der Hauptunterschied zwischen Menschen und Elementargeistern besteht nach Paracelsus darin, dass letztere keine Seele besitzen und damit trotz ihrer Langlebigkeit keinen Anteil am Ewigen Leben haben. Sie können allerdings eine Seele erhalten, wenn sie mit Menschen die, von Paracelsus als Sakrament verstandene, Ehe eingehen und Kinder zeugen. Daher seien die Elementargeister begierig danach, Menschen zu verführen. Insbesondere in seiner Beschreibung der weiblichen Wassergeister schließt er hier an das Erzählmotiv der Mahrtenehe an. Paracelsus bespricht ausschließlich die Situation, in der eine Geisterfrau durch einen Menschenmann eine Seele erhält. Die umgekehrte Konstellation wird von ihm zwar nicht ausdrücklich abgelehnt, scheint ihm aber als unmöglich gegolten zu haben. Paracelsus folgte hier wohl einer verbreiteten theologischen Lehre, der zufolge Frauen weniger Ebenbild Gottes seien als Männer und daher Männer als Vermittler zu Gott bräuchten. Über die Ehe mit einer Menschenfrau könne ein Geistermann also keine Seele gewinnen.
In der Folge wurden weitere Elementargeisterlehren von Oswald Croll, Georg Stjernhelm und anderen aufgestellt.
Diese Arten von Rationalisierung verliehen Elementargeistern Plausibilität im wissenschaftlichen Weltbild der Frühen Neuzeit. Mit zunehmendem Fortschritt der Naturwissenschaften wurde der Glaube an sie aber für viele nicht mehr haltbar.

## Elementargeister in der Kunst
Insbesondere die Elementargeisterlehre des Paracelsus wurde von späteren Dichtern und Schriftstellern rezipiert. So lässt Goethe in der Studierzimmerszene 1 Faust die vier Geister Salamander, Undene, Sylphe und Kobold beschwören, nachdem er bereits in der Nachtszene den Erdgeist beschworen hatte. Friedrich de la Motte Fouqué beschreibt in seinen Werken Undine (1811) und Sophie Ariele (1825) die Liebe seelenloser Nymphen und Sylphiden zu menschlichen Männern. Auch Eduard Mörike (Die Regenbrüder 1839, Die Historie von der schönen Lau 1853) und Hans Christian Andersen (Die kleine Meerjungfrau 1837) behandeln die Beseelung von Elementargeistern. Dazu kommen ähnliche Geschichten um Wasserfrauen wie Loreley (Lore Lay 1800, Die Lore-Ley 1824) und Melusine. Die Popularität der Elementargeister in der deutschen Literatur um 1800 wurde unter anderem durch den großen Erfolg von Karl Friedrich Henslers 1798 uraufgeführter Oper Das Donauweibchen ausgelöst. Die Geschichten stehen einerseits in einer Kontinuität mit den frühneuzeitlichen Volksbüchern zur Melusinensage, verhandeln andererseits aber auch zeitgenössische Themen.
Zu diesen Themen gehört die Frage danach, was den Menschen als solchen ausmacht. Um 1800 debattierten Philosophen und Naturwissenschaftler darüber, wie der Zusammenhang bzw. die Grenze zwischen Mensch und Natur, Körper und Geist, sowie Materie und Leben beschaffen sei. Den Autoren der Romantik boten sich die Elementargeister als Kontrastfiguren zum Menschen an, da es sich bei diesen um menschenähnliche Wesen handelt, die sowohl mit der geistigen als auch mit der elementaren (d. h. materiellen) Welt verbunden sind. Das Auftreten von Elementargeistern legt nahe, dass der Unterschied zwischen den genannten Begriffspaaren hier nur als graduell, nicht als absolut vorgestellt wird. Besonders deutlich zeigt sich dies in Fouqués Undine: Hier treten Wassergeister auf, die gleichermaßen in Gestalt von Gewässern, Gegenständen, Menschen und Tiere erscheinen können. Erzählt wird außerdem, inwiefern sich Undines Charakter nach dem Erlangen einer Seele ändert und wie nicht. Die menschlichen Protagonisten der Erzählung erscheinen zudem eher passiv und reagieren meist nur auf das durchaus vernunftbasierte Handeln der Elementargeister. Die Landschaft ist hier nicht einfach Kulisse der Erzählung, sondern greift in Form von Elementargeistern aktiv in die Handlung ein.
Von Heinrich Heine erschien ab 1835 das Essay Elementargeister, in dem er volkstümliche Erzählungen von übernatürlichen Wesen wiedergibt und bespricht. Mehr als die Hälfte des Textes besteht aus direkten und indirekten Zitaten aus den Deutschen Sagen (1816/18), Des Knaben Wunderhorn (1805–8) und anderen Quellen. Diese Geschichten wurden von ihm grob nach der Systematik des Paracelsus geordnet. Er hält dessen System aber für auf den deutschen Volksglauben schlecht anwendbar, weil dieser Glaube weder eine klare Trennung von Wassergeistern (Nixen) und Luftgeistern (Elfen) noch eine Kategorie der Feuergeister kenne. Als Steigerung behandelt er nach den Elementargeistern den Teufel und schließlich Frau Venus. Diese Beschäftigung mit Legenden ermöglichte es Heine, unter dem Druck der staatlichen Zensur dennoch eine aufklärerische Kritik am Christentum üben zu können, dem er vorwarf, die romantische und erotische Gefühlswelt des Heidentums zerstört zu haben.
Paracelsus’ Elementargeisterlehre wurde auch von dem französischen Abt Henri de Montfaucon de Villars für seinen Roman Le Comte de Gabalis (1670) aufgegriffen, ein satirisches Werk über zeitgenössische Geheimlehren. In England wurde der Text allerdings teilweise auch als ernsthaftes Lehrwerk verstanden. So konnte Alexander Pope sich im Vorwort seines satirischen Epos The Rape of the Lock (1712) auf den von ihm als Rosenkreuzer dargestellten Villars beziehen. Pope selbst kombinierte die paracelsischen Elementargeisterlehren mit Vorstellungen John Miltons aus Paradise Lost (1667) und kritisierte aus einer aufklärerischen Perspektive den Glauben an übernatürliche Mächte.
Auch weitere übernatürliche Wesen der Literatur werden in der Fachliteratur als Elementargeister bezeichnet, etwa die Nixe in Goethes Der Fischer und sein Erlkönig. Die Vergleichende Literaturwissenschaft behandelt auch gegenwärtige Geschichten von übernatürlichen Wesen als Beispiele für Elementargeistererzählungen.

## Elementargeister in der Esoterik
Die Entzauberung der Welt in der Moderne wurde von einigen als Befreiung von der Angst vor Geistern und Magie propagiert, von anderen allerdings als Entfremdung von der Natur wahrgenommen. Der Glaube an Elementargeister und ähnliche Mächte ermöglichte es letzteren, an einem ehrfürchtigen Weltverständnis festzuhalten. Britischen Esoterikern und Okkultisten war das Konzept der Elementargeister vor allem durch den Comte de Gabalis des Villars bekannt geworden, den viele für einen tatsächlichen Adepten hielten. Die Theosophische Gesellschaft wurde u. a. dazu gegründet, Elementargeister zu erforschen. Am Ende des 19. Jahrhunderts berichteten Theosophen davon, selbst Elementargeister gesehen zu haben, und es wurden Rituale entworfen, um diese zu beschwören und zu heiraten.
Rudolf Steiner, ein ehemaliger Theosoph und Begründer der Anthroposophie, verfasste eine Reihe von Schriften über Elementargeister. Diese Ideen spielen heute eine Rolle in der gegenwärtigen Anthroposophie, etwa in Waldorfschulen und der Demeter-Landwirtschaft.

## Elementargeister in der Volkskunde
Lutz Röhrich stellt in seinem 1981 für die Enzyklopädie des Märchens erschienenen Artikel Elementargeister fest, dass Konzeption und Terminologie von Elementargeistern der Naturphilosophie, der Dichtung, dem Kunstmärchen sowie der Kunstballade zuzurechnen sind und für Volkssagen, Volksmärchen und Volksglauben (fast) keine Rolle spielen. Entsprechend werde der Begriff in der Forschung nur selten verwendet. Sofern in der Sekundärliteratur Sagengestalten nach den Elementen sortiert werden, stammt diese Einteilung also nicht aus den Quellentexten selbst, sondern ist aus den gelehrten Geistertheorien abgeleitet.
Von Leander Petzoldt erschien 1990 ein Kleines Lexikon der Dämonen und Elementargeister. In diesem unterscheidet er die Natur- bzw. Elementargeister von den Totengeistern und den Kulturgeistern. Die Personifikation der Elemente soll ihm zufolge auf die Entwicklungsstufe des Animismus zurückgehen. Er fasst zusammen:

„Die Einteilung in „Elementargeister“ nach den vier Elementen Wasser, Feuer, Erde und Luft verspricht eine scheinbar logische Systematik. Aber ihre Logik entstammt den Spekulationen der Naturphilosophen des 15. und 16. Jahrhunderts, die sich in der naturromantischen Dichtung des 19. Jahrhunderts fortsetzt. Die Sylphen und Najaden, Undinen und Nymphen waren niemals Gestalten des Volksglaubens, sie waren Schöpfungen der vorwissenschaftlichen Naturphilosophen, die ihr Material den spätantiken Dämonenlehren verdankten. Dahinter steht die anthropologische Konzeption einer von geheimnisvollen Wesen und Mächten belebten Natur, wie sie animistischem Denken entspricht.“

In anderen Kulturwissenschaften werden die von Paracelsus postulierten Elementargeister als sog. Zwischenwesen klassifiziert. Auch die in der Volkskunde ansonsten fachsprachlich als Elementargeister identifizierten Wesen fallen unter diese Kategorie.